# Klangrede
Die Klangrede ist ein musikalisches Form- und Gestaltungsprinzip vor allem im 18. Jahrhundert. Geprägt wurde der Begriff durch Johann Mattheson in seinem Werk Der vollkommene Capellmeister. Nicht selten wird die Klangrede mit einer anderen musikalischen Form kombiniert.

## Geschichte
Die Klangrede ist in ihrer Abfolge der antiken Rede nachempfunden. Mattheson schreibt: „Unsre musicalische Disposition ist von der rhetorischen Einrichtung einer bloßen Rede nur allein in dem Vorwurff, Gegenstande oder Object unterschieden; dannenhero hat sie eben diejenigen sechs Stücke zu beobachten, die einem Redner vorgeschrieben werden, […]“. Als Beispiel analysiert er eine Arie von Benedetto Marcello.

## Abfolge
Die Klangrede wird in folgende sechs Teile gegliedert:
| exordium                 | Eingang, in welchem Zweck und Absicht gezeigt werden |
| narratio                 | der Bericht, also eine Art Lagebeschreibung          |
| propositio               | der Antrag, der eigentliche Vortrag                  |
| confirmatio              | die Bekräftigung                                     |
| confutatio               | die Auflösung bzw. Widerlegung                       |
| conclusio bzw. peroratio | der Schluss                                          |

Confutatio und confirmatio können dabei mehrmals abwechseln.

## Beispiele

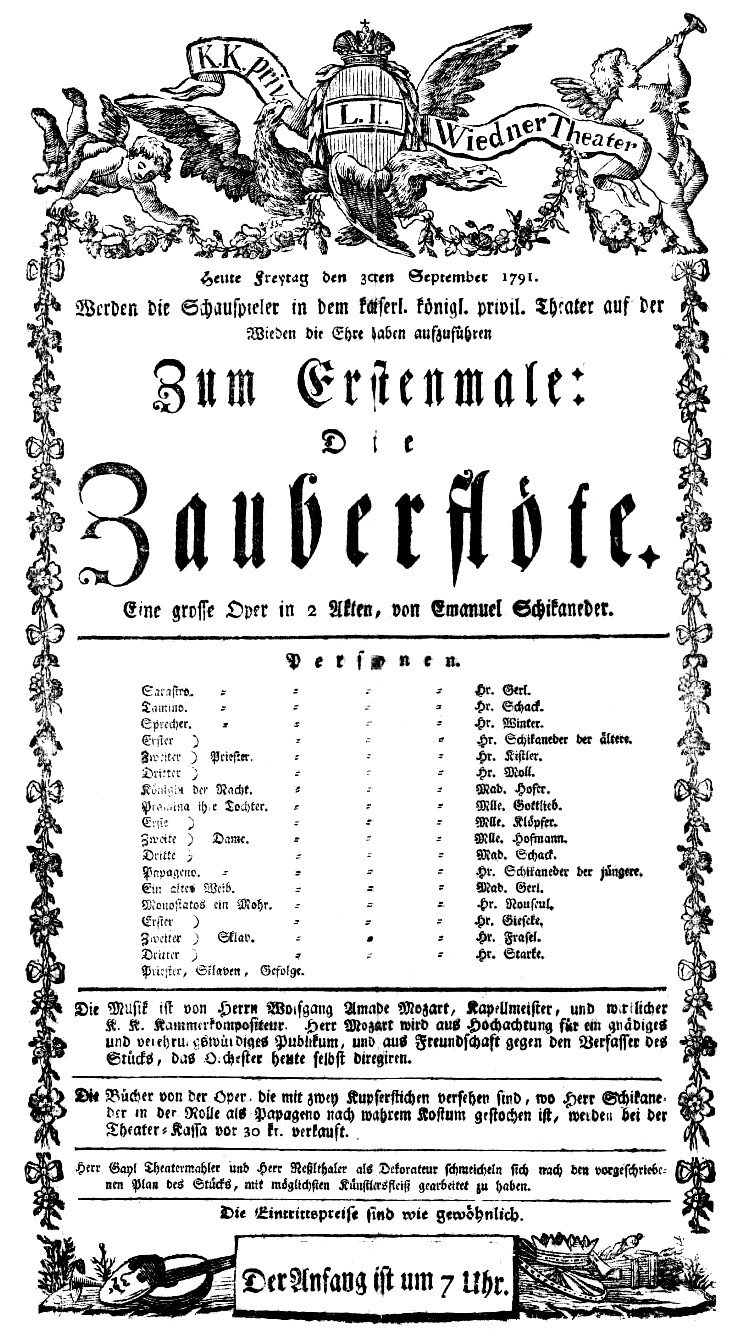
Theaterzettel

Der Form einer Klangrede entsprechen etwa:
Die Bildnis-Arie („Dies Bildnis ist bezaubernd schön“) sowie die Arie der Pamina („Ach, ich fühls“) aus der Oper Die Zauberflöte von Wolfgang Amadeus Mozart.
Ach, ich fühl’s, es ist verschwunden
Auch Der Erlkönig von Franz Schubert kann als Klangrede gesehen werden.
Ebenso kann im Bereich der Instrumentalmusik, etwa bei Johann Sebastian Bachs Wohltemperiertem Klavier I (die Fuge in c-Moll oder die Fuge in b-Moll) von einer Klangrede gesprochen werden.